# Plougoumelen
Plougoumelen (tiếng Breton: Plougouvelen) là một xã ở tỉnh Morbihan trong vùng Bretagne tây bắc Pháp. Xã này có diện tích 21,3 km², dân số năm 1999 là 1762 người. Khu vực này có độ cao từ 0-56 mét trên mực nước biển.
Cư dân của Plougoumelen trong tiếng Pháp gọi là Plougoumelenois.